# HMAS Warramunga (I44)
HMAS Warramunga (D10/I44) là một tàu khu trục lớp Tribal của Hải quân Hoàng gia Australia. Được đặt theo tên người Warumungu bản địa của Australia, nó được đặt lườn năm 1940 và nhập biên chế cùng Hải quân Hoàng gia Australia vào cuối năm 1942. Warramunga đã chiến đấu trong giai đoạn sau của Chiến tranh Thế giới thứ hai, thoạt tiên như một tàu tuần tra và hộ tống, rồi được phối thuộc cùng Lực lượng Đặc nhiệm 74, một đơn vị hỗ hợp Australia-Hoa Kỳ vào năm 1943; và đã tham gia nhiều chiến dịch đổ bộ suốt khu vực Tây Nam Thái Bình Dương cho đến khi chiến tranh kết thúc. Từ năm 1950 đến năm 1952, nó đã chiến đấu trong cuộc Chiến tranh Triều Tiên; rồi được cải biến thành một tàu khu trục chống tàu ngầm. Được cho hoạt động trở lại năm 1954, nó là một trong số những tàu chiến Australia đầu tiên phục vụ cùng lực lượng Dự bị Chiến lược Viễn Đông, thực hiện hai lượt hoạt động cùng tổ chức này cho đến khi được cho xuất biên chế năm 1959 và bị tháo dỡ năm 1963.

## Thiết kế và chế tạo
Warramunga là một trong số ba tàu khu trục lớp Tribal được chế tạo cho Hải quân Hoàng gia Australia trong Chiến tranh Thế giới thứ hai. Những con tàu này được thiết kế với trọng lượng choán nước tiêu chuẩn 1.850 tấn Anh (1.880 t), có chiều dài ở mực nước là 355 foot (108 m) và chiều dài chung là 377,5 foot (115,1 m), với mạn thuyền rộng 36,5 foot (11,1 m). Động lực được cung cấp bởi ba nồi hơi ống nước và hai Turbine hơi nước Parsons, tạo một tổng công suất 44.000 mã lực càng (33.000 kW) cho hai trục chân vịt. Tốc độ tối đa đạt được là 36,5 hải lý trên giờ (67,6 km/h; 42,0 mph), và với tốc độ đường trường 8 hải lý trên giờ (15 km/h; 9,2 mph) nó có tầm xa hoạt động 2.840 nmi (5.260 km; 3.270 mi) hoặc 1.030 hải lý (1.910 km; 1.190 mi) ở tốc độ 32 hải lý trên giờ (59 km/h; 37 mph). Thành phần thủy thủ đoàn của con tàu gồm 7 sĩ quan và 190 thủy thủ.
Khi được hạ thủy vào năm 1942, chiếc tàu khu trục được trang bị sáu pháo QF 4,7 inch (120 mm) trên ba tháp pháo nòng đôi; bổ túc bởi hai khẩu QF 4 inch (101,6 mm) Mk. XVI trên một tháp pháo nòng đôi, một khẩu đội QF 2 pounder Mark VIII "pom pom" bốn nòng, sáu khẩu Oerlikon 20 mm phòng không nòng đơn, một dàn ống phóng ngư lôi 21 inch (530 mm) gồm bốn ống, và một đường ray thả mìn sâu với tổng cộng 46 quả mìn được mang theo. Vào năm 1945, sáu khẩu pháo Oerlikon được thay thế bằng sáu khẩu Bofors 40 mm, và bổ sung thêm hai máy phóng mìn sâu. Đến năm 1949, một nửa số thủy lôi và hầu hết số mìn sâu mang theo được giảm bớt để lấy chỗ cho một xuồng cutter. Và đến năm 1952, tháp pháo 4,7 inch tận cùng phía đuôi được thay thế bằng một dàn súng cối chống tàu ngầm Squid.
Warramunga được đặt lườn tại xưởng tàu của hãng Cockatoo Docks and Engineering Company tại đảo Cockatoo, New South Walesvào ngày 10 tháng 2 năm 1940. Chiếc tàu khu trục được hạ thủy vào ngày 7 tháng 2 năm 1942, được đỡ đầu bởi bà Francis Michael Forde, phu nhân Bộ trưởng Quốc phòng. Nó được cho nhập biên chế cùng Hải quân Hoàng gia Australia vào ngày 23 tháng 12 năm 1942, một ngày sau khi hoàn tất. Tên nó được đặt theo tên người Warramungu bản địa của Australia.

## Lịch sử hoạt động

### Thế Chiến II
Warramunga thoạt tiên được phân nhiệm vụ hộ tống vận tải tại khu vực giữa Queensland và New Guinea. Trong tháng 4 và tháng 5 năm 1943, nó vào ụ tàu để được tái trang bị; và sau khi hoàn tất, nó được phân về Lực lượng Đặc nhiệm 74 hoạt động ngoài khơi bờ biển Queensland. Đến tháng 7, lực lượng đặc nhiệm đã hỗ trợ cho Chiến dịch Chronicle, cuộc đổ bộ lên các đảo Kiriwina và Woodlark. Sau khi HMAS Hobart bị hư hại bởi một quả ngư lôi Nhật Bản vào ngày 20 tháng 7, Warramunga và tàu chị em HMAS Arunta đã hộ tống chiếc tàu tuần dương hạng nhẹ rút lui từ Espiritu Santo đến Sydney. Sau đó, chiếc tàu khu trục hộ tống hai đoàn tàu vận tải đi từ Townsville đến vịnh Milne, và một lực lượng Thủy quân Lục chiến Hoa Kỳ từ Melbourne đến đảo Goodenough. Sau một đợt tái trang bị tại Sydney, nó hộ tống chiếc tàu tuần dương hạng nặng HMAS Shropshire đi đến Brisbane, nơi cả hai chiếc tàu chiến gia nhập Lực lượng Đặc nhiệm 74. Vào ngày 29 tháng 10, nó tham gia bắn phá Gasmata. Vào ngày 26 tháng 12, nó tham gia Trận chiến mũi Gloucester khi bắn phá chuẩn bị trước cuộc đổ bộ chính.
Vào đầu năm 1944, Warramunga đã trợ giúp vào việc đổ bộ lên Saidor trước khi được tách khỏi Lực lượng Đặc nhiệm 74 để được tái trang bị tại Sydney. Sau khi gia nhập trở lại lực lượng đặc nhiệm vào đầu tháng 2, nó tham gia các Chiến dịch Brewer đổ bộ lên quần đảo Admiralty, Chiến dịch Reckless đổ bộ lên vịnh Tanamera, trận Wakde và trận Biak. Từ tháng 5 đến tháng 7, chiếc tàu khu trục làm nhiệm vụ tuần tra và hộ tống vận tải. Vào ngày 22 tháng 7,Warramunga và tàu tuần dương HMAS Australia lên đường đi Sydney để tái trang bị và nghỉ ngơi. Quay trở lại chiến trường vào tháng 8, chiếc tàu khu trục tham gia cuộc đổ bộ lên Morotai vào ngày 15 tháng 9. Nó nằm trong thành phần lực lượng bảo vệ cho cuộc đổ bộ lên Leyte, và sau khi Australia và USS Honolulu bị hư hại trong chiến đấu, nó đã hộ tống hai chiếc tàu tuần dương quay trở về cảng để sửa chữa.
Vào đầu năm 1945, đang khi được tái trang bị tại đảo Manus, các khẩu pháo phòng không Oerlikon 20 mm của Warramunga được thay thế bằng pháo Bofors 40 mm tháo dỡ từ một tàu LSD Hoa Kỳ bị loại khỏi vòng chiến. Trong cuộc đổ bộ lên vịnh Lingayen vào tháng 1 năm 1945, nó suýt bị một máy bay kamikaze Nhật Bản đâm trúng, vốn sau đó đã đâm vào tàu khu trục Hoa Kỳ USS Brooks. Vào ngày 1 tháng 5, nó hỗ trợ cho cuộc đổ bộ lên Tarakan, và chín ngày sau đã tham gia cuộc đổ bộ lên Wewak trước khi quay trở về Australia cho một đợt đại tu kéo dài hai tháng. Sau khi quay trở lại vịnh Subic, nó đã có mặt vào lúc lực lượng Nhật Bản tại Philippines đầu hàng. Chiếc tàu khu trục sau đó lên đường đi Nhật Bản, và đã có mặt trong vịnh Tokyo vào ngày 2 tháng 9 năm 1945, khi Nhật Bản đầu hàng. Chiếc tàu khu trục được tặng thưởng năm Vinh dự Chiến trận cho các hoạt động tác chiến trong Thế Chiến II. Sau khi xung đột kết thúc, nó trợ giúp vào việc hồi hương các tù binh chiến tranh, và đã được bố trí bốn lượt phục vụ cùng Lực lượng Chiếm đóng Khối thịnh vượng chung Anh.

### Chiến tranh Triều Tiên

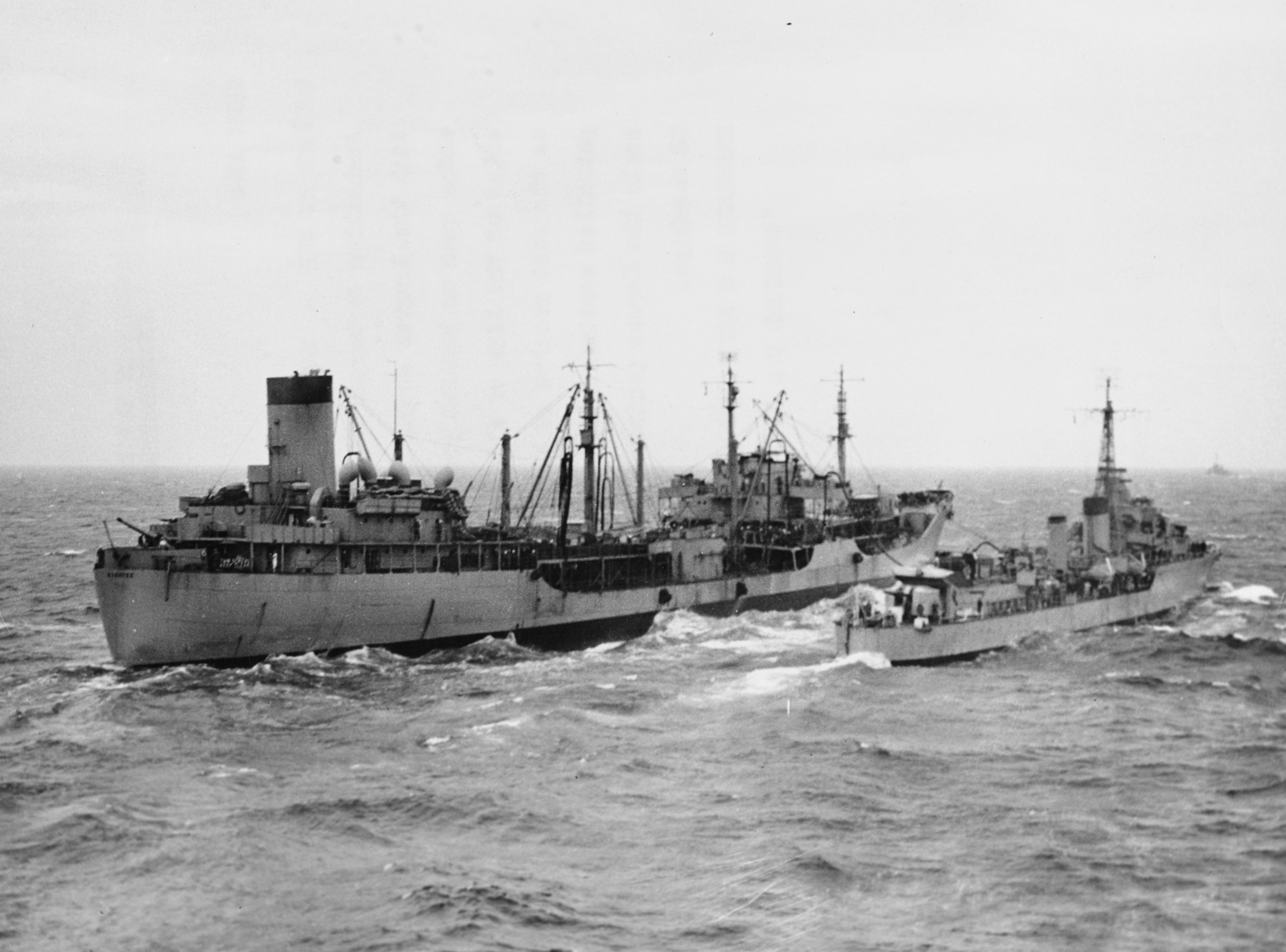
Tàu chở dầu hạm đội Hoa Kỳ (trái) đang tiếp nhiên liệu cho Warramunga (phải) ngoài khơi bán đảo Triều Tiên trong Chiến tranh Triều Tiên, 27 tháng 6 năm 1951.

Vào ngày 6 tháng 8 năm 1950, Warramunga lên đường gia nhập lực lượng Liên Hợp Quốc đang can dự vào cuộc Chiến tranh Triều Tiên. Hầu hết các hoạt động trong lượt phục vụ đầu tiên này bao gồm tuần tra và bắn phá bờ biển. Vào tháng 2 năm 1951, nó cùng tàu khu trục Hoa Kỳ USS Wallace L. Lind được phái đi đón một toán trinh sáti tình báo. Trên đường đi, họ nhận được tin nhóm trinh sát đã bị lực lượng Bắc Triều Tiên bắt giữ và đang giăng bẫy phục kích lực lượng giải cứu. Khi hai chiếc tàu khu trục thấy ám hiệu ánh sáng trên bờ, họ đã bắn hải pháo vào khu vực dự định đổ bộ tiêu diệt lực lượng đối phương. Trong tháng 5 và tháng 6, chiếc tàu khu trục được sửa chữa những hư hại do các cơn cuồng phong. Vào ngày 6 tháng 9, nó quay về Sydney và vào ụ tàu để được tái trang bị.
Vào ngày 11 tháng 1 năm 1952, Warramunga lên đường cho lượt phục vụ thứ hai trong Chiến tranh Triều Tiên. Cho đến khi lượt phục vụ kết thúc vào ngày 12 tháng 8, con tàu đã tuần tra gần bờ biển và bắn tổng cộng 4.151 quả đạn pháo 4,7 inch. Một Vinh dự Chiến trận thứ sáu, "Triều Tiên 1950–52", được trao tặng cho chiếc tàu khu trục để ghi nhận những đóng góp của nó trong suốt cuộc chiến tranh. Vào ngày 12 tháng 11, Warramunga đi vào ụ tàu để được cải biến thành một tàu khu trục chống tàu ngầm, bao gồm việc thay thế tháp pháo phía đuôi bằng một dàn súng cối chống tàu ngầm Squid.

### Sau chiến tranh
Warramunga quay trở lại hoạt động vào tháng 2 năm 1955, và tiếp tục ở lại vùng biển Australia cho đến tháng 5 năm 1955 khi nó lên đường đi sang Viễn Đông để tham gia cuộc tập trận phối hợp giữa Hải quân Hoàng gia Australia và Hải quân Hoàng gia New Zealand. Nó tiếp tục ở lại khu vực này, và trở thành một trong những tàu chiến Australia đầu tiên được phối thuộc cùng lực lượng Dự bị Chiến lược Viễn Đông. Nó quay trở về nhà vào ngày 19 tháng 12, và đến tháng 4 năm 1957, nó tham gia cuộc tập trận của khối SEATO. Vào năm 1958, nó lại hoạt động cùng lực lượng Dự bị Chiến lược.
Warramunga được đưa về lực lượng dự bị tại Sydney vào ngày 7 tháng 12 năm 1959; rồi được đưa vào danh sách loại bỏ vào ngày 22 tháng 5 năm 1961. Nó bị bán cho hãng Kinoshita and Company Ltd. vào ngày 15 tháng 2 năm 1963, và được kéo đến Nhật Bản để tháo dỡ.